# 北森法
北森法（きたもりほう）は、制御工学における制御器の設計手法。
周波数領域での低周波からの近似が成り立つよう、低周波からゲインパラメータを決定する。
北森俊行により提案された。